# Pîleatîn, Kozeleț
Pîleatîn (în ucraineană Пилятин) este o comună în raionul Kozeleț, regiunea Cernihiv, Ucraina, formată numai din satul de reședință.

## Demografie
Componența lingvistică a comunei Pîleatîn
     Ucraineană (98,95%)
     Rusă (1,05%)
Conform recensământului din 2001, majoritatea populației comunei Pîleatîn era vorbitoare de ucraineană (98,95%), existând în minoritate și vorbitori de rusă (1,05%).